# David von Fletscher
David Fleischer, seit 1703 David von Fletscher (* 1646 in Annaberg; † 16. Juli 1716 in der Zoitzmühle bei Liebschwitz) war ein deutscher Kaufmann, kaiserlicher Rat, königlich-polnischer und kurfürstlich-sächsischer Geheimer und Kommerzienrat sowie Rittergutsbesitzer.

## Leben und Wirken

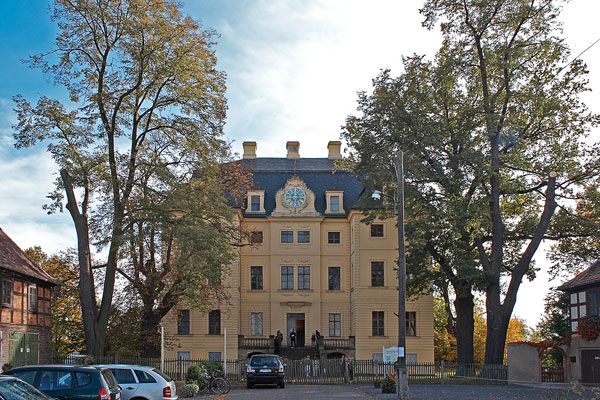
Schloss Wiederau

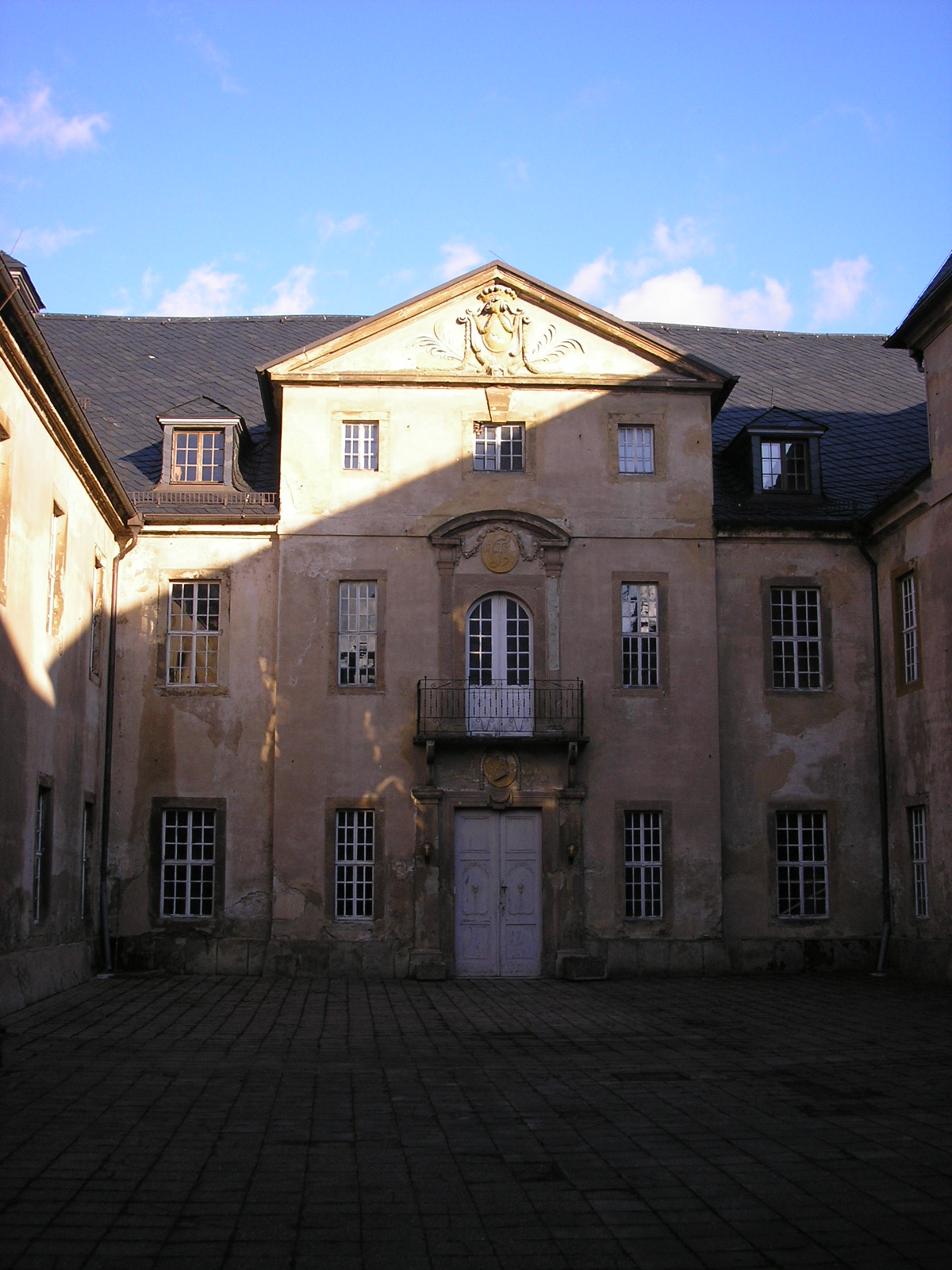
Schloss Crossen an der Elster

David Fletscher wurde im erzgebirgischen Annaberg geboren und stammte von einem Bortenhändler aus Schottland ab. Nachdem er durch Handel zu Reichtum gelangt war, zog er als Kaufmann in die Messestadt Leipzig. Er wurde Kommerzienrat und kaufte sich 1698 das Rittergut Wiederau bei Pegau, das er grundlegend baulich veränderte. 1700 erwarb er vom Vorbesitzer Stange zusätzlich das Rittergut Crossen an der Elster. Das dortige Herrenhaus ließ er zu einem Barockschloss umgestalten.
Aufgrund seiner schottischen Vorfahren erreichte er 1703 die Erhebung in den Adelsstand mit gleichzeitiger Namenskorrektur durch Kaiser Leopold I. Das verliehene Wappen ähnelte dem der schottischen Adelsfamilie Fletcher.
Im Jahr 1711 übertrug er das Rittergut Crossen seinem ältesten Sohn Thomas August von Fletscher, der als Günstling Augusts des Starken rasch Karriere am Dresdner Hof machte und innerhalb kurzer Zeit zum Hof- und Justizrat ernannt wurde. Aufgrund zunehmender Geistesverwirrung musste er später unter Vormundschaft seines jüngsten Bruders gestellt werden. Seine zunehmende Verschuldung konnte nur durch die Aufnahme mehrerer Kredite eingedämmt werden. So lieh ihm seine Schwester, die Oberforstmeisterin Rachel Sophia von Marschall, 1717 ein größeres Kapital, wofür er ihr das Schloss Crossen für drei Jahre verpfändete, bevor es 1724 an den Generalfeldmarschall Jacob Heinrich von Flemming verkauft werden musste.
David von Fletschers gleichnamiger Sohn, Hauptmann David von Fletscher (1689–1724), folgte seinem Vater in der Funktion als Erb-, Lehn- und Gerichtsherr sowie Kirchenpatron in Wiederau.

## Adelsgeschlecht in Sachsen
David wurde damit Stammherr der sächsischen Freiherren von Flet(s)cher.

### Lehrerseminar
In Dresden stifteten 1769 seine Nachfahren das Freiherrlich von Fletchersche Lehrerseminar (Fletchersches Lehrerseminar), das z. B. Erich Kästner und Rudolf Schumann absolvierten. 1924 wurde dieses auf dem Stiftungsgrundstück in der Marienallee (Dresden-Neustadt) befindliche Lehrerseminar die Freiherrlich von Fletchersche Aufbauschule und Deutsche Oberschule zu Dresden-Neustadt.